# Harry Hillman
Harry Livingston Hillman, Jr. (Nova York, 8 de setembro de 1881 -  Hanover, 9 de agosto de 1945) foi um atleta e tricampeão olímpico norte-americano.
Conquistou três medalhas de ouro nos Jogos de St. Louis 1904, nos 400 m, 400 m c/ barreiras e 200 m c/ barreiras, prova não mais existente. Em todos os três eventos ele marcou recordes olímpicos, mas nos 400 c/ barreiras ele tropeçou numa das barreiras, o que impediu, pelas regras vigentes, que seu tempo de 53s0 fosse homologado como recorde mundial (que era de 57s2 desde 1891). Além disso, essa prova foi diputada com barreiras muito baixas, com 76 cm ao invés dos 91,4 regulares.
Em Londres 1908, Hillman ganhou a medalha de prata nos 400 m c/ barreiras, numa prova em que ele e o vencedor, Charles Bacon, também dos EUA, correram juntos em tempo recorde até a passagem da última barreira, mas Bacon conseguiu se impor por centímetros na chegada, batendo  o recorde mundial da prova com a marca 55s0 contra seus 55s3. A marca de Bacon - e o próprio tempo na final de Hillman - quebrou o recorde mundial (56s4) que havia sido recém-estabelecido por Hillman nas semifinais.
Depois de encerrar a carreira, ele foi técnico de atletismo do Darthmouth College de 1910 até  sua morte em 1945, à exceção do período da I Guerra Mundial quando serviu como tenente no corpo de aviação. Sob sua direção, o canadense Earl Thomson foi medalha de ouro nos 110 m c/ barreiras em Antuérpia 1920. Ele integrou a equipe de técnicos de atletismo da delegação americana nos Jogos de Paris 1924, Amsterdã 1928 e Los Angeles 1932.